# Liste der Bodendenkmale in Penig
In der Liste der Bodendenkmale in Penig sind die Bodendenkmale der Stadt Penig und ihrer Ortsteile nach dem Stand der Auflistung von Volkmar Geupel aus dem Jahr 1983 aufgelistet. Eventuelle Änderungen und Ergänzungen, insbesondere aus der Zeit nach der Wende, sind nicht berücksichtigt, da für Sachsen aktuell keine neueren allgemein zugänglichen Bodendenkmallisten vorliegen. Die Baudenkmale sind in der Liste der Kulturdenkmale in Penig aufgeführt.
| Denkmal-ID | Fundart            | Ortsteil  | Bezeichnung                       | Zeitstellung    | Lage                                                                                    | Bemerkungen | Bild |
| ---------- | ------------------ | --------- | --------------------------------- | --------------- | --------------------------------------------------------------------------------------- | --- | ---- |
| ?          | Befestigung > Burg | Chursdorf | Wehranlage „Drachenfels“, „Ruine“ | Mittelalter     | südsüdöstlich des Orts auf einem Bergsporn zwischen Zwickauer Mulde und einem Nebenbach | Höhenburg in Spornlage, Mauerreste und Turmfundament erhalten, Abschnittsgraben im Osten, Schutz seit 31. März 1959 |      |
| ?          | besonderer Stein   | Chursdorf | Gruppe von 3 Steinkreuzen         | Spätmittelalter | Ortsmitte, Dorfstraße 60                                                                | ein Kreuz nur als Stumpf erhalten, auf diesem Schere(?) eingeritzt, Schwerteinzeichnung auf zweitem Kreuz, Kopf und ein Arm des dritten Kreuzes fehlen, hier zwei parallele Linien eingeritzt, Schutz seit 23. September 1963 |      |
| ?          | Befestigung > Burg | Zinnberg  | Wehranlage „Runie“, „Raubschloss“ | Mittelalter     | westlich im Ort auf einer spornartigen Kuppe über der Zwickauer Mulde                   | Höhenburg in Spornlage, Ummauerung im Süden, Südosten und Westen, Turmstumpf erhalten, Abschnittsgraben im Süden, Schutz seit 23. Mai 1969                                                                                    |      |